# Planet Comics
Planet Comics foi uma revista em quadrinhos estadunidense dos gêneros aventura e ficção científica publicada pela Fiction House a qual lançou 73 edições de janeiro de 1940 até o inverno de 1953. Foi a primeira história em quadrinhos inteiramente dedicada à ficção científica. Como muitos dos primeiros títulos da editora, Planet Comics foi derivada (spinoff) da revista pulp Planet Stories, que reunia histórias dos subgêneros space opera e romance planetário com personagens aventureiros heroicos e atléticos que carregavam sempre pistolas de raio ao lado de belas mulheres que precisavam ser resgatadas de alienígenas com olhos de inseto e bandidos interestelares. No Brasil, a revista O Guri reproduziu em seu primeiro número a igualmente primeira edição de Planet Comics. Algumas histórias foram publicadas também pela Bloch Editores na revista Heróis do Espaço (ao lado de outros personagens espaciais da Marvel Comics e da Ziff-Davis), publicada no início da década de 1950.

## Recepção e influência
Planet Comics é considerada pelo fã Raymond Miller como "talvez a melhor revista da editora Fiction House" bem como a "mais procurada por colecionadores americanos e a mais valiosa para eles" Na opinião de Miller "não era realmente de boa qualidade artística ou autoral... nas primeiras doze ou mais edições não aparecendo os melhores personagens até a décima edição." "Apenas três tiras de longa duração começaram na primeira revista... Flint Baker, Auro, Lord of Jupiter e o Red Comet."
O historiador de quadrinhos John Benton oferece este resumo: “Planet Comics foi o epítome da ficção científica alegre, sexy, irracional e cheia de ação. Em muitos aspectos [foi] um retrocesso para as primeiras revistas de ficção científica e tempos mais simples.”

## Publicações
Planet Comics #1 foi impressa com data de capa de janeiro de 1940 e durou até o número 73 que circulou no inverno de 1953. Inicialmente produzida mensalmente, a partir do número 8 (setembro de 1940) houve a mudança para a periodicidade bimestral que continuou até o fim de  1949. Depois da revista 26 (setembro de 1943), "Planet Comics diminuiu para 60 páginas", o que levou à fusão de duas tiras: Flint Baker e Reef Ryan. O número 63 (inverno de 1949) deveria iniciar um intervalo trimestral mas as edições seguintes -  64, 65 e 66 - apareceram anualmente, datadas de primavera de 1950, 1951 e 1952, respectivamente. A revista 67 (verão de 1952) voltou para a trimestralidade que foi interrompida em menos de um ano, até o número 72 que circulou no outono de 1953.

## Estilo e temas
Como quadrinhos, Planet Comics ficou conhecida pelos constantes desenhos de mulheres bonitas no estilo Good girl art, apreciado pelos colecionadores de publicações da Era de Ouro dos quadrinhos. Em cada página das histórias havia pelo menos uma grande imagem de uma garota adorável com roupas curtas e particularmente com pernas longas e nuas sendo ameaçada por um monstro alienígena assustador, enquanto um homem do espaço elegante e heroico vem em seu socorro.
Às vezes, porém, a Planet Comics inverteu essa fórmula: tanto as capas quanto as histórias ocasionalmente forneciam heroínas que derrotavam com facilidade os alienígenas espaciais e vilões interplanetários com pouca ou nenhuma assistência dos homens (o quadrinho também era visto como um título de fantasia). Os cínicos podem ter notado que essa estratégia de igualdade sexual na verdade simplesmente multiplicou o número de garotas adoráveis mostradas e garantiu que cada quadro apresentasse pelo menos uma garota do espaço sensacional.

## Roteristas
As histórias de Flint Baker/Space Rangers, de acordo com Raymond Miller, tinham como roteiristas Al Schmidt e Huxley Haldane. No livro de Jerry Bails e Hames Ware, Who's Who of American Comic Books ("Quem é quem nos quadrinhos americanos") são mencionados Herman Bolstein e Dick Briefer.
Bails e Ware escreveram uma lista de autores que inclui Walter Gibson (O Sombra) e Frank Belknap Long, que trabalharam em Planet Comics com vários personagens durante os anos de 1940.

## Ilustradores

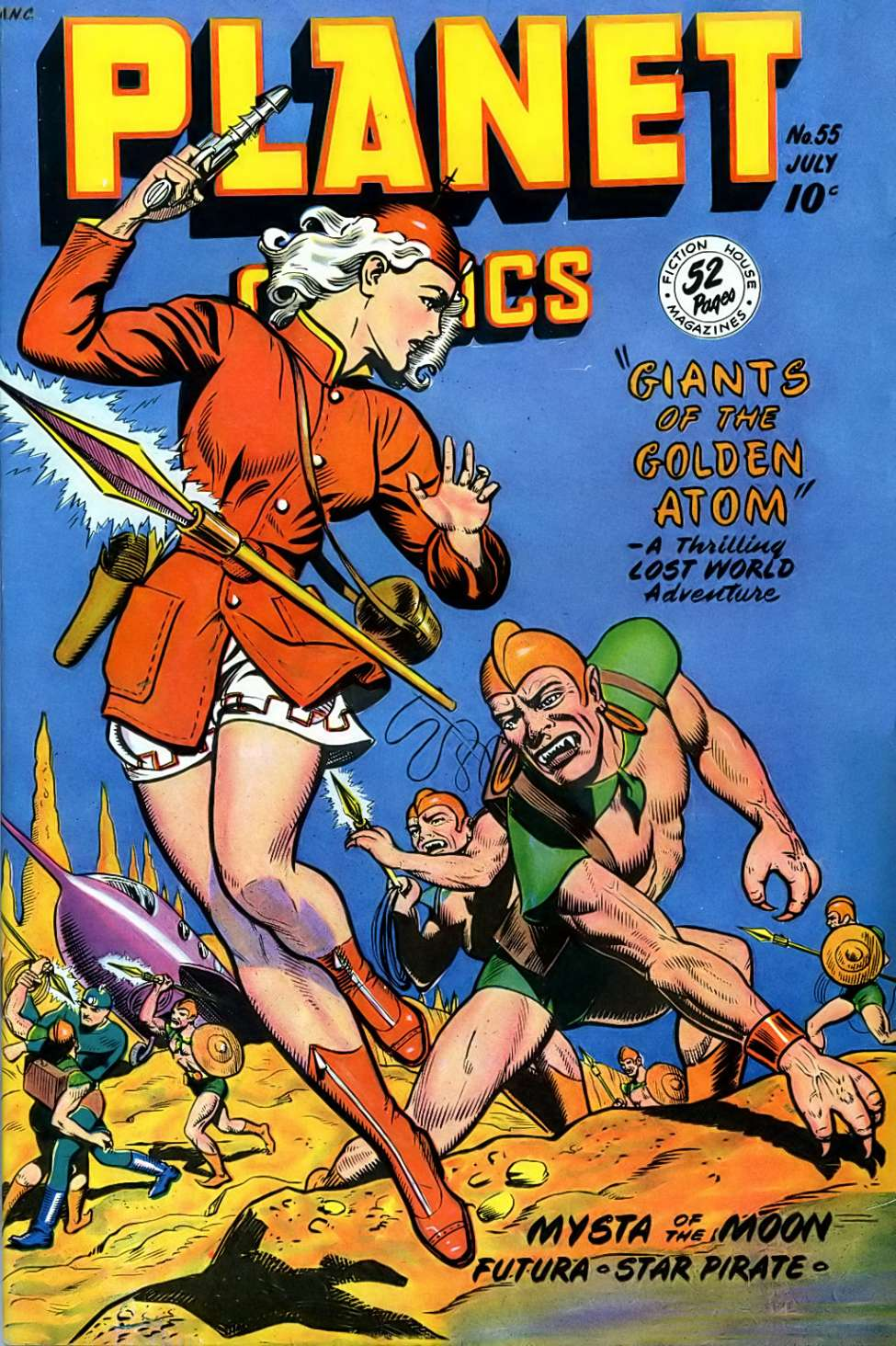
Planet Comics nº 55 (julho de 1948), arte de Joe Doolin

As fortes heroínas de Planet Comics deram oportunidades de emprego na Fiction House a muitas ilustradoras, particularmente Lily Renée, Marcia Snyder, Ruth Atkinson, e Fran(ces) Hopper (antes Dietrick), cuja arte para "Mysta of the Moon" foi algumas vezes surpreendente. Adicionalmente, muitos artistas ficaram melhores conhecidos desenhando as séries de Planet Comics em seus 13 anos de história. Dentre eles figuram Murphy Anderson, Matt Baker, Nick Cardy, Joe Doolin, Graham Ingels, George Evans, Ruben Moreira, John Cullen Murphy, George Tuska e Maurice Whitman. As primeiras capas eram desenhadas pelo quadrinista lendário Will Eisner.[carece de fontes?]
As capas de Planet Comics eram predominantemente oriundas do trabalho de dois homens — Dan Zolnerowich (depois Dan Zolne) e Joe Doolin. Zolne acreditava ter produzido as capas dos números 10 a 25 (janeiro de 1941 – julho de 1943), e Doolin trabalhou entre os números 26 a 65 (setembro de 1943 – primavera de 1951).

## Lista de personagens

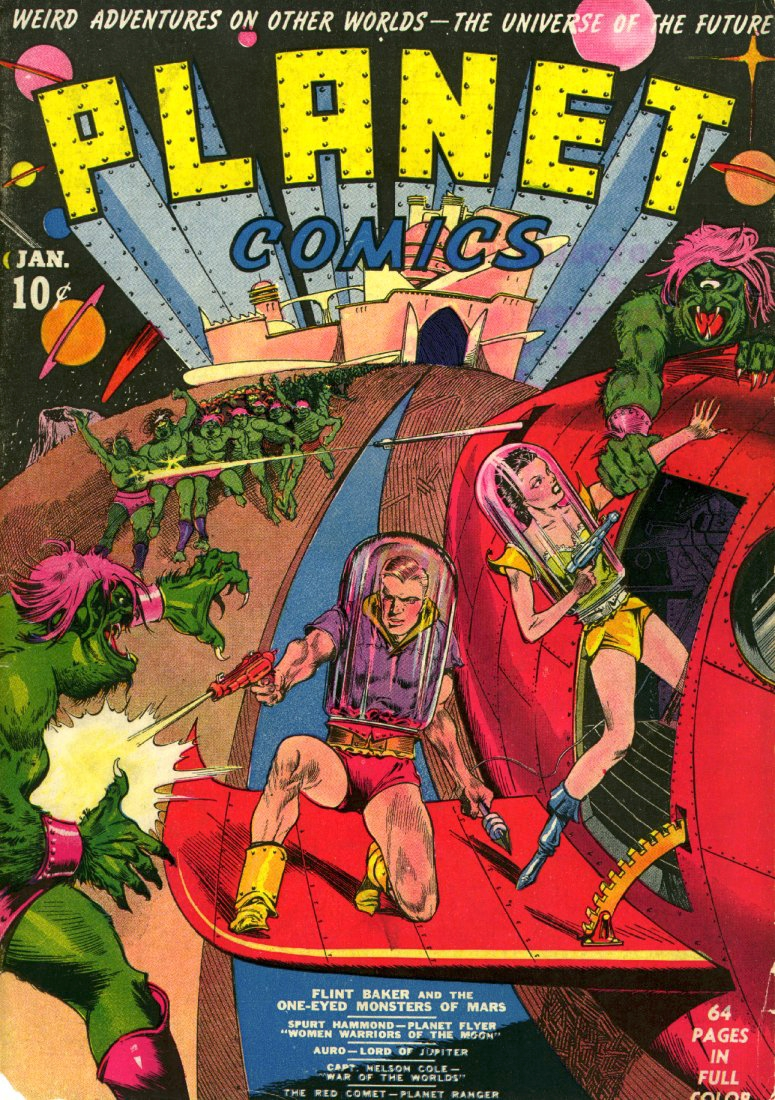
Flint Baker em Planet Comics #1, Janeiro de 1940, arte de Lou Fine

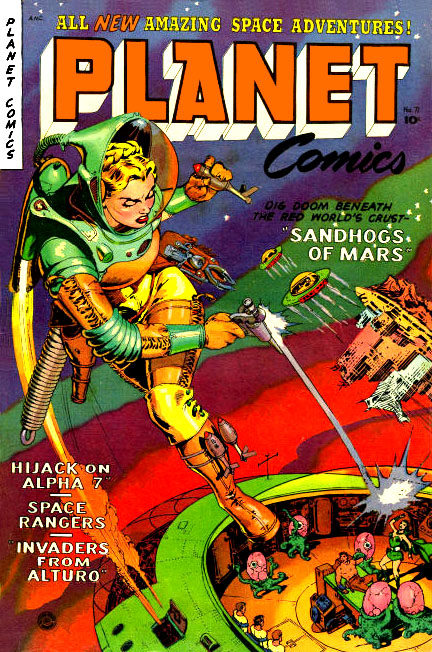
Planet Comics #71, 1953, arte de Maurice Whitman

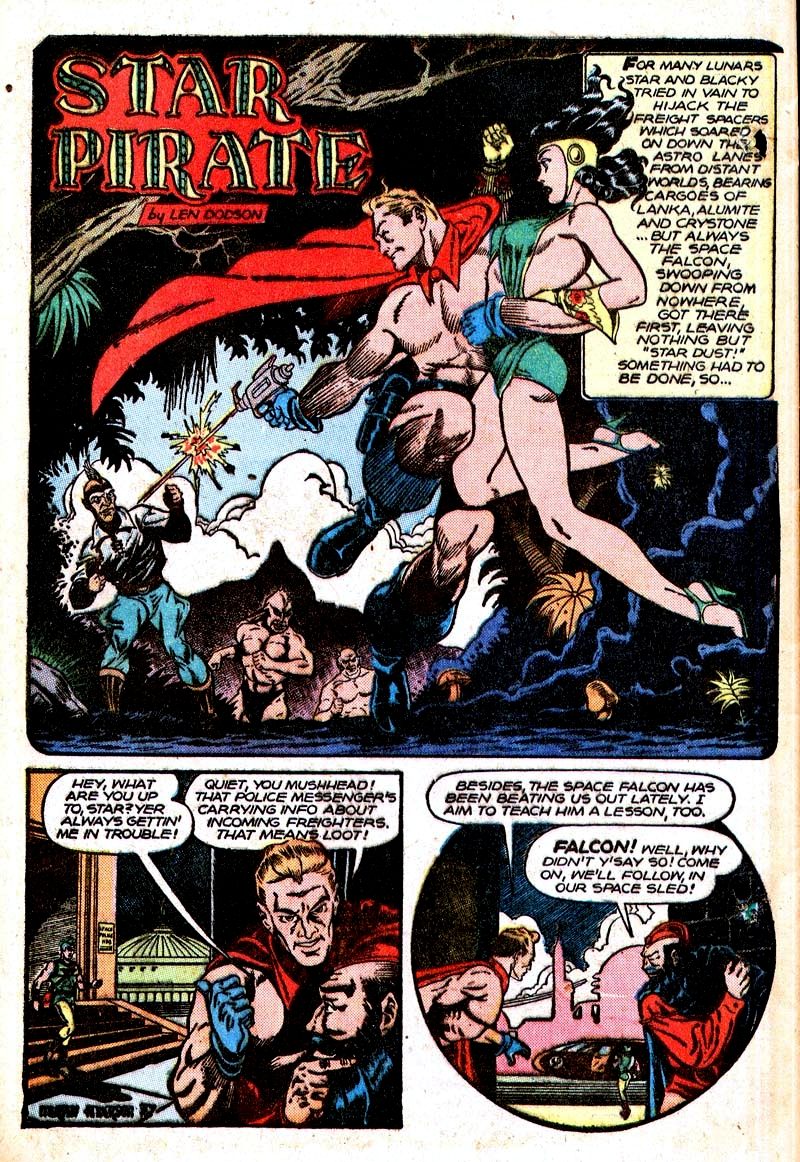
Star Pirate em Planet Comics #50, Setembro de 1947, arte de Murphy Anderson.

- Flint Baker – Protagonista de uma das tiras mais duradouras, Flint Baker foi outro atlético herói espacial, membro dos  Space Rangers. A estreia de Baker foi na história "The One-Eyed Monster Men From Mars" ("Os homens-monstros ciclópicos de Marte"), que também foi a primeira história de Planet Comics número 1, desenhada por Dick Briefer. Flint Baker era o principal herói e astro da capa da maioria das primeiras 13 edições, e após 25 edições ele formou dupla com Reef Ryan nos Space Rangers quando Planet Comics teve um corte em suas páginas.[4] As aparições entre as revistas 2 e 60 (inicialmente como "Flint Baker" depois "Space Rangers") foram desenhadas por inúmeros artistas tais como  Nick Viscardi, Joe Doolin, Artie Saff,[4] Arthur Peddy, Lee Elias, Frank Doyle e Joe Cavallo.[5] Os Space Rangers "foram desenhados por Lee Elias, Bob Lubbers" e outros.[4]
- Auro, Lord of Jupiter – Dois diferentes personagens apareceram com esse nome em Planet Comics. A primeira encarnação foi o filho do Professor Hardwich, visto na maioria das primeiras 29 edições. Era basicamente um tarzanide espacial, com Auro sendo amigo de um tigre dentes-de-sabre (tal qual o Ka-Zar da Era de Prata)[9] e que por estar em Júpiter tinha "músculos... com a força do aço" graças a alta gravidade do planeta.[4] Essa ideia veio de outro personagem de Edgar Rice Burroughs, John Carter da série de livros Barsoom, Carter um terráqueo que ao ser teletransportado para o Planeta Marte, adquiri a habilidade de dar grandes saltos, graças a gravidade do planeta vermelho.[10] O melhor artista dessa série, escreveu Miller, "foi Raphael Astarita,"[4] cujo nome Jerry Bails e Hames Ware grafaram "Rafael".[11] A segunda encarnação de Auro começou onze edições depois do fim da primeira série, no número 41, quando o jovem cientista Chester Edson se acidentou em Júpiter e "seu espírito foi transferido para o corpo de um outro Auro, ressuscitado agora como um herói nos moldes de Flash Gordon e Buck Rogers.[4] Miller nomina Dick Charles como o principal autor de ambas as séries; Bails e Ware listam apenas Richard Case e Herman Bolstein.[6] Auro foi desenhado por vários artistas: além de Doolin, Graham Ingels e Astarita.[5] Miller sugere que August Froelich tenha desenhado quadros no número 41 e afirma que Ingels "foi o último desenhista".[4]

- The Red Comet ou "Cometa Vermelho" – Um herói uniformizado que luta contra o crime através do universo, o Comet algumas vezes "se tornava um gigante como o Espectro."[4] O autor (segundo Miller) foi Cy Thatcher que trabalhou nas edições 1, 3-20 e 37.[4] Acompanhado por uma garota, Dolores, e um menino, Rusty, suas estranhas aventuras foram desenhadas por Rudy Palais e muitos outros, como Alex Blum (6-10) e Saul Rosen (17-19).[4][5]
- The Lost World ou "O Mundo Perdido" - Red Comet foi substituído por "The Lost World" que apareceu nas edições 21-69, como a principal série (tornando-se uma das de maior duração). O personagem principal era Hunt Bowman.[4] O primeiro episódio foi desenhado por  Palais, com Viscardi assumindo até o número 22.[4][5] Ambientado no século XXXIII, Bowman era um guerrilheiro (acompanhado de Lyssa, Rainha do Mundo Perdido) contra os reptilianos Voltamen ou Voltanos, conquistadores da Terra.[4] (Miller anota que "na revista 24 Hunt e Lyssa retornaram à Terra...e nunca mais voltaram ao Mundo Perdido"[4]). Na revista 36, o casal se reuniu a mais três terrestres, chamados Bruce, Robin e Bonnie.[4] Os episódios foram desenhados por Ingels (entre 24-31), Lily Renée (32-49) e George Evans (50-64).[4][5]
- Reef Ryan – Um heroico capitão de nave espacial "não muito diferente de... Flint Baker". Ryan também se tornou membro dos Space Rangers, após aventuras solo nas edições 13-25.[4] Miller indica o autor como sendo "Hugh Fitzhugh".[4] Ryan, contudo, deixou de ser o protagonista da série, sendo substituído por um menino chamado Hero (revista 42).[4] Inicialmente desenhado por Al Gabriele, mais tarde George Tuska assumiria.[5]
- The Space Rangers conhecido no Brasil como "Patrulha do Espaço" na revista "Heróis do Espaço" da Bloch Editores. A partir do número 26 de Planet Comics, com as séries de Ryan e Baker sendo combinadas para formar a dos Space Rangers.[4] Os uniformes dos Space Rangers foram reproduzidos no programa de TV Rocky Jones Space Ranger (1954).
- Gale Allen – Uma voluptuosa aventureira espacial que liderou um "pelotão de mulheres" em batalhas selvagens para lutar contra ameaças como o Mad Master of Venus, e seu arqui-inimigo Príncipe Blaga Daru,[12] Gale apareceu em quase todas as edições entre os números 4 e 42.[4] Escrita por Douglas McKee, Gale e o Pelotão das Mulheres foram desenhadas por Bob Powell nos números 4-10 e Fran Deitrick/Hopper, 28-40.[5] Por volta do número 34, o pelotão foi retirado.[4]
- Futura – Tira que substituiu Gale que, de acordo com Miller era "uma boa série com arte bem cuidada" de uma cruzada que lutava em prol da justiça interplanetária e que apareceu nas edições 43-64.[4] As primeiras seis edições foram desenhadas por Astarita no estilo de Mac Raboy, enquanto Joseph Cavallo cuidou de muitas das edições subsequentes.[5] Futura começou com uma garota de pouca roupa que precisava ser resgatada...abduzida por um perseguidor invisível e levada para a cidade de Cymradia no Espaço.[4] A série foi produzida com um estilo parecido com o de  Príncipe Valente de Hal Foster, sem balões de diálogo nos quadrinhos.[4]
- Star Pirate – O "Robin Hood do espaço" parecia visualmente muito com o Starman da DC Comics. Apareceu entre as edições 12 e 64. Com muitos artistas envolvidos, George Appel produziu muitas das primeiras revistas, enquanto entre 33-51 os desenhos foram de Murphy Anderson, transformando o pirata quase completamente numa nova série.[4] As três últimas edições (59-61) creditaram o artista Leonard Starr.[4][5]
- Mars, God of War ou "Marte, Deus da Guerra" – Assinalado por Miller como "uma das mais famosas" tiras, as aventuras do deus romano que devastava os planetas apareceram na revista entre os números 15 e 35.[4][5] O autor creditado foi Ross Gallen e todos os desenhos de Doolin.[4] O espirito maligno de Marte possuia homem ou mulher malvados que causavam males até que ao final de cada história o bem triunfasse sobre eles.[4]
- Mysta of the Moon, conhecida no Brasil como Mysta, a deusa da Lua. Na história de Marte na Planet Comics número 35, o deus descobre "jovens menino e menina" levados até a Lua pelo Dr. Kort, que tinha colocado todo o conhecimento e cultura humanos dentro dos cérebros de ambos.[4] Nos eventos que se seguiram, Marte possui o robô do menino e é derrotado pela garota, quando o menino e seu robô são destruídos.[4] A menina era Mysta, uma bonita versão feminina do Capitain Future com um robô de parceiro. Ela substitui Marte no título, na revista 36.[4] Apareceu nas edições 36-52 e 55-62, após Doolin, a tira foi mais notadamente desenhada por Fran Hopper (37-42, 48-49).[4][5]
- Norge Benson - Entre as edições 12-32, o "intervalo cômico" era providenciado por  Norge Benson, escrito por "Olaf Bjorn" que Miller identificou como Kip Beales.[4][13] Benson era acompanhado de uma garota (Jolie), um urso branco (Frosting) e uma rena (Hatrack ou porta-chapéus).[4] Al Walker desenhou as revistas 12-22, com Renée, Jim Mooney e Fran Hopper ilustrando os últimos episódios.[4]

Séries avulsas incluiam "Spurt Hammond", defensor humano do Planeta Vênus, que apareceu nas edições 1-12 (ou 8-13), criado e desenhado por Henry Kiefer. "Captain Nelson Cole", mais tarde um oficial do Space Patrol, cujas histórias solo ocorreram nas edições 1-14 (ou 8-14) por Alex Blum. "Crash Barker" (também "Parker") era outro dos muitos heróis espaciais, desenhado — e possivelmente escrito — por Charles Quinlan para a revista 6 (ou 8), prosseguindo até o número 16 com outros artistas. Outro herói espacial, "Buzz Crandall", também tinha aventuras nessa época com histórias desenhadas por Gene Fawcette e outros. "Cosmo Corrigan" e "Don Granval" apareceram em três das quatro revistas entre os números 8/9-11.
Outras menos notáveis tiras de curta duração foram "Quorak, Super Pirate", "Amazona the Mighty Woman", "Tiger Hart" (desenhada por Fletcher Hanks), "Space Admiral Curry" e "Planet Payson".